# Geher-Länderkampf der Männer 1953 Schweden – BR Deutschland
| 4. Leichtathletik-Länderkampf mit bundesdeutscher Beteiligung 1953 | 4. Leichtathletik-Länderkampf mit bundesdeutscher Beteiligung 1953 |               |
| ------------------------------------------------------------------ | ------------------------------------------------------------------ | ------------- |
|                                                                    |                                                                    |               |
| Geher-Vergleich der Männer: Schweden – BR Deutschland              |                                                                    |               |
| Austragungsort                                                     | Skillinge                                                          |               |
| Wettbewerbe                                                        | 2                                                                  |               |
| Datum                                                              | 4./5. Juli 1953                                                    |               |
| 1. SWE 2. FRG                                                      | 32 Punkte 12 Punkte                                                |               |
| Chronik                                                            |                                                                    |               |
| ← ITA-FRG (M)                                                      | FRG-LUX (M) →                                                      | FRG-LUX (M) → |

Der vierte Vergleich des Länderkampfjahres 1953 bestand in einem weiteren reinen Wettkampf der Geher, der wie schon fünf Mal zuvor mit Schweden veranstaltet wurde. Im schwedischen Skillinge waren am 4./5. Juli diesmal zwei Gehstrecken im Angebot. Drei der vorangegangenen Begegnungen hatte Schweden für sich entschieden.

## Wettbewerbe und Modus
Ausgetragen wurden auf zwei Tage verteilt zwei Wettbewerbe über Distanzen von 25 bzw. fünfzig Kilometer. Die Punkte wurden verteilt wie im Geher-Vergleich mit Dänemark drei Wochen vorher. Von vier Startern je Land kamen die jeweils besten drei in die Wertung. Der erste Rang brachte sieben Punkte, der zweite fünf, der dritte vier usw. Der sechste Platz wurde noch mit einem Punkt belohnt.

## Ergebnis
Auf beiden Strecken lagen alle schwedischen Sportler vor den bundesdeutschen. Somit kamen Schwedens Geher hoch dominant zu ihrem vierten Sieg über die Bundesrepublik Deutschland, diesmal mit 32 zu zwölf Punkten. Sie brachten den bundesdeutschen Männern die einzige Länderkampf-Niederlage der Saison 1953 bei.

## Resultate

### 25-km-Gehen
| Platz | Athlet           | Land | Zeit (h)  |
| ----- | ---------------- | ---- | --------- |
| 1     | John Ljunggren   | SWE  | 1:58:40,2 |
| 2     | Werner Ljunggren | SWE  | 2:03:02,4 |
| 3     | Ibert Håkansson  | SWE  | 2:05:04,0 |
| 4     | Gunnar Ljunggren | SWE  | 2:05:52,0 |
| 5     | Rudi Lüttge      | FRG  | 2:10:09,6 |
| 6     | Viktor Siuda     | FRG  | 2:14:31,6 |
| 7     | Rudolf Modes     | FRG  | 2:17:09,0 |
| 8     | Hermann Feucht   | FRG  | 2:25:18,0 |

Datum: 4. Juli

### 50-km-Gehen
| Platz | Athlet           | Land | Zeit (h) |
| ----- | ---------------- | ---- | -------- |
| 1     | Åke Söderlund    | SWE  | 4:33:24  |
| 2     | Erik Söderlund   | SWE  | 4:52:43  |
| 3     | Holger Johansson | SWE  | 4:53:13  |
| 4     | Elis Johnson     | SWE  | 4:56:53  |
| 5     | Robert Kübler    | FRG  | 5:08:01  |
| 6     | Hermann Grittner | FRG  | 5:12:30  |
| 7     | Emil Griem       | FRG  | 5:23:22  |
| 8     | Gustav Peinemann | FRG  | 5:33:08  |

Datum: 5. Juli